# 長谷川潔 (医学者)
長谷川 潔（はせがわ きよし、1968年 - ）は、日本の医学者。東京大学医学系研究科 教授（消化器外科学）。外科学専攻臓器病態外科学講座に所属（肝臓外科学，肝移植）。
原発性・転移性肝癌の外科治療、生体肝移植を専門とする。
日本外科学会副理事長（代表理事）を務める（資格・認定は下記参照）。

## 学歴
- 1987年3月　私立東大寺学園高校卒業
- 1987年4月　東京大学教養学部理科三類入学
- 1993年3月　東京大学医学部医学科卒業
- 医科学修士　医学博士(東京大学) 取得[3]

## 職歴
- 1993年6月　東京大学医学部附属病院および東京警察病院にて初期研修
- 1994年12月　藤枝市立総合病院 外科 医員
- 1996年12月　東京大学医学部附属病院 第2外科 医員
- 1997年4月　東京大学大学院医学系研究科 外科学専攻博士課程入学
- 1997年6月　東京大学医学部附属病院 肝胆膵外科 助手
- 1998年4月　東京大学大学院医学系研究科 外科学専攻博士課程復学
- 1999年10月　NTT東日本関東病院 外科 常勤嘱託
- 2000年10月　東京大学大学院医学系研究科 外科学専攻博士課程復学
- 2003年1月　NTT東日本関東病院 外科 常勤嘱託
- 2003年3月　東京大学大学院医学系研究科 外科学専攻博士課程修了
- 2003年7月　東京大学医学部附属病院 人工臓器・移植外科 助手
- 2007年4月　東京大学医学部附属病院 人工臓器・移植外科 助教（名称変更）
- 2008年1月16日　東京大学大学院医学系研究科 臓器病態外科学 人工臓器・移植外科 講師
- 2009年8月16日　東京大学大学院医学系研究科 臓器病態外科学 肝胆膵外科 准教授
- 2017年4月　東京大学医学部附属病院 臓器移植医療部 部長（～2020年3月）
- 2017年4月　東京大学医学部附属病院 肝胆膵外科、人工臓器・移植外科 診療科長
- 2017年12月　東京大学大学院医学系研究科臓器病態外科学肝胆膵外科 教授
- 2019年10月　東京大学大学院医学系研究科臓器病態外科学人工臓器・移植外科 教授（兼任）
- 2020年4月　東京大学医学部附属病院 臓器移植医療センター 副部長（兼任）[4]

## 資格・認定
- 日本外科学会（専門医／指導医）
- 日本消化器外科学会（専門医／指導医）
- 日本消化器病学会（専門医／指導医）
- 日本肝臓学会（専門医）
- 日本肝胆膵外科学会（高度技能指導医）
- 日本移植学会（移植認定医）[5]

## 人物
2018年10月12日にラジオNIKKEIの『大人のラヂオ』（テーマ：肝臓移植）に出演時、プロフィールとして次のように紹介された（進行：米澤敦子 東京肝臓友の会事務局長）。
- 1968年大阪生まれ奈良県育ち。東大寺学園中・高校、東京大学医学部卒。
- NTT関東病院等を経て、現在、東京大学大学院医学研究科肝胆膵外科教授。
- 専門は、原発性転移性肝癌の治療、生体肝臓移植。
- 学生時代は、バドミントン部に所属。
- 好きな言葉は、努力。
- 影響を受けた人物は、野口英世。
- 現在の趣味はウォーキング、読書、映画鑑賞。